# Turniej Juniorów UEFA 1978
Finały XXXI Międzynarodowego Turnieju Juniorów UEFA 1978 – nieoficjalnych mistrzostw Europy piłkarzy do lat 19 – odbyły się w Polsce. Trwały od 5 do 14 maja 1978. Udział w rozgrywkach wzięło 14 drużyn wyłonionych w eliminacjach, gospodarz – Polska oraz zaproszona Norwegia.
Turniej odbywał się w miastach województw: bielskiego (Bielsko-Biała, Cieszyn, Kęty), częstochowskiego (Częstochowa, Lubliniec), katowickiego (Będzin, Bukowno, Chorzów, Jaworzno, Wodzisław Śląski), krakowskiego (Kraków) i nowosądeckiego (Gorlice, Nowy Sącz).
Nieoficjalny tytuł mistrzów Europy zdobył Związek Radziecki, pokonując w finale Jugosławię. Na najniższym stopniu podium stanęli gospodarze po zwycięstwie w meczu o trzecie miejsce nad reprezentacją Szkocji. Siedem pierwszych drużyn zagwarantowało sobie prawo startu w Mistrzostwach Świata U-20 1979 w Japonii – czterech ćwierćfinalistów (Polska, Związek Radziecki – zwycięzca poprzedniej edycji MŚ, Jugosławia i Szkocja) oraz zespoły, które zajęły miejsca 5-7 (Węgry, Hiszpania i Portugalia).

## Organizacja Mistrzostw
W listopadzie 1976 r. UEFA powierzyła Polskiemu Związkowi Piłki Nożnej organizację XXXI Mistrzostw Europy do lat 18 w piłce nożnej. PZPN powołał do życia Centralny Komitet Organizacyjny imprezy, który następnie utworzył Lokalne Komitety Organizacyjne w Bielsku-Białej, Katowicach, Częstochowie i Nowym Sączu, gdzie miały odbywać się mecze grupowe, oraz w Krakowie, który był areną półfinałów i finału. 
Stadiony, gdzie miały odbywać się Mistrzostwa, przeszły gruntowne modernizacje, zarówno pod względem estetyki jak i funkcjonalności. Poprawiono stan nawierzchni boiska, szatnie, zaplecze sanitarne i sportowe. Z powodu złej nawierzchni UEFA wykluczyła Stadion Miejski w Andrychowie.

## Miasta i areny Mistrzostw
| Bielsko-Biała                                 | Częstochowa                                                                   | Jaworzno                                                                      | Kraków                                          | Kraków                                        | Kraków                                    |
| --------------------------------------------- | ----------------------------------------------------------------------------- | ----------------------------------------------------------------------------- | ----------------------------------------------- | --------------------------------------------- | ----------------------------------------- |
| Stadion BKS Stal                              | Stadion Rakowa                                                                | Stadion Miejski                                                               | Stadion Miejski                                 | Stadion Suche Stawy                           | Stadion Cracovii                          |
| 49°49′02,8″N 19°03′15,2″E/49,817444 19,054222 | 50°46′36″N 19°09′33″E/50,776667 19,159167                                     | 50°11′15,0″N 19°17′09,5″E/50,187500 19,285972                                 | 50°03′49,0″N 19°54′42,8″E/50,063600 19,911900   | 50°03′58,0″N 20°03′25,9″E/50,066100 20,057200 | 50°03′29″N 19°55′11″E/50,058056 19,919722 |
| 2 mecze grupowe                               | 5 meczów grupowych                                                            | 1 mecz grupowy                                                                | finał i mecz o 3. miejsce                       | półfinał                                      | półfinał                                  |
|                                               |                                                                               |                                                                               |                                                 |                                               |                                           |
| Będzin                                        | BędzinBielsko-BiałaChorzówCieszynCzęstochowaJaworznoLubliniecWodzisław Śląski | BędzinBielsko-BiałaChorzówCieszynCzęstochowaJaworznoLubliniecWodzisław Śląski | BukownoGorliceKętyKrakówNowy Sącz               | BukownoGorliceKętyKrakówNowy Sącz             | BukownoGorliceKętyKrakówNowy Sącz         |
| Stadion Miejski                               | BędzinBielsko-BiałaChorzówCieszynCzęstochowaJaworznoLubliniecWodzisław Śląski | BędzinBielsko-BiałaChorzówCieszynCzęstochowaJaworznoLubliniecWodzisław Śląski | BukownoGorliceKętyKrakówNowy Sącz               | BukownoGorliceKętyKrakówNowy Sącz             | BukownoGorliceKętyKrakówNowy Sącz         |
| 50°19′14″N 19°07′31″E/50,320556 19,125278     | BędzinBielsko-BiałaChorzówCieszynCzęstochowaJaworznoLubliniecWodzisław Śląski | BędzinBielsko-BiałaChorzówCieszynCzęstochowaJaworznoLubliniecWodzisław Śląski | BukownoGorliceKętyKrakówNowy Sącz               | BukownoGorliceKętyKrakówNowy Sącz             | BukownoGorliceKętyKrakówNowy Sącz         |
| 1 mecz grupowy                                | BędzinBielsko-BiałaChorzówCieszynCzęstochowaJaworznoLubliniecWodzisław Śląski | BędzinBielsko-BiałaChorzówCieszynCzęstochowaJaworznoLubliniecWodzisław Śląski | BukownoGorliceKętyKrakówNowy Sącz               | BukownoGorliceKętyKrakówNowy Sącz             | BukownoGorliceKętyKrakówNowy Sącz         |
|                                               | BędzinBielsko-BiałaChorzówCieszynCzęstochowaJaworznoLubliniecWodzisław Śląski | BędzinBielsko-BiałaChorzówCieszynCzęstochowaJaworznoLubliniecWodzisław Śląski | BukownoGorliceKętyKrakówNowy Sącz               | BukownoGorliceKętyKrakówNowy Sącz             | BukownoGorliceKętyKrakówNowy Sącz         |
| Chorzów                                       | BędzinBielsko-BiałaChorzówCieszynCzęstochowaJaworznoLubliniecWodzisław Śląski | BędzinBielsko-BiałaChorzówCieszynCzęstochowaJaworznoLubliniecWodzisław Śląski | BukownoGorliceKętyKrakówNowy Sącz               | BukownoGorliceKętyKrakówNowy Sącz             | BukownoGorliceKętyKrakówNowy Sącz         |
| Stadion AKS                                   | BędzinBielsko-BiałaChorzówCieszynCzęstochowaJaworznoLubliniecWodzisław Śląski | BędzinBielsko-BiałaChorzówCieszynCzęstochowaJaworznoLubliniecWodzisław Śląski | BukownoGorliceKętyKrakówNowy Sącz               | BukownoGorliceKętyKrakówNowy Sącz             | BukownoGorliceKętyKrakówNowy Sącz         |
| 50°17′26,7″N 18°57′58,2″E/50,290750 18,966167 | BędzinBielsko-BiałaChorzówCieszynCzęstochowaJaworznoLubliniecWodzisław Śląski | BędzinBielsko-BiałaChorzówCieszynCzęstochowaJaworznoLubliniecWodzisław Śląski | BukownoGorliceKętyKrakówNowy Sącz               | BukownoGorliceKętyKrakówNowy Sącz             | BukownoGorliceKętyKrakówNowy Sącz         |
| 2 mecze grupowe                               | BędzinBielsko-BiałaChorzówCieszynCzęstochowaJaworznoLubliniecWodzisław Śląski | BędzinBielsko-BiałaChorzówCieszynCzęstochowaJaworznoLubliniecWodzisław Śląski | BukownoGorliceKętyKrakówNowy Sącz               | BukownoGorliceKętyKrakówNowy Sącz             | BukownoGorliceKętyKrakówNowy Sącz         |
|                                               | BędzinBielsko-BiałaChorzówCieszynCzęstochowaJaworznoLubliniecWodzisław Śląski | BędzinBielsko-BiałaChorzówCieszynCzęstochowaJaworznoLubliniecWodzisław Śląski | BukownoGorliceKętyKrakówNowy Sącz               | BukownoGorliceKętyKrakówNowy Sącz             | BukownoGorliceKętyKrakówNowy Sącz         |
| Cieszyn                                       | BędzinBielsko-BiałaChorzówCieszynCzęstochowaJaworznoLubliniecWodzisław Śląski | BędzinBielsko-BiałaChorzówCieszynCzęstochowaJaworznoLubliniecWodzisław Śląski | BukownoGorliceKętyKrakówNowy Sącz               | BukownoGorliceKętyKrakówNowy Sącz             | BukownoGorliceKętyKrakówNowy Sącz         |
| Stadion KS Cieszyn                            | BędzinBielsko-BiałaChorzówCieszynCzęstochowaJaworznoLubliniecWodzisław Śląski | BędzinBielsko-BiałaChorzówCieszynCzęstochowaJaworznoLubliniecWodzisław Śląski | BukownoGorliceKętyKrakówNowy Sącz               | BukownoGorliceKętyKrakówNowy Sącz             | BukownoGorliceKętyKrakówNowy Sącz         |
| 49°44′25,2″N 18°37′47,7″E/49,740333 18,629917 | BędzinBielsko-BiałaChorzówCieszynCzęstochowaJaworznoLubliniecWodzisław Śląski | BędzinBielsko-BiałaChorzówCieszynCzęstochowaJaworznoLubliniecWodzisław Śląski | BukownoGorliceKętyKrakówNowy Sącz               | BukownoGorliceKętyKrakówNowy Sącz             | BukownoGorliceKętyKrakówNowy Sącz         |
| 2 mecze grupowe                               | BędzinBielsko-BiałaChorzówCieszynCzęstochowaJaworznoLubliniecWodzisław Śląski | BędzinBielsko-BiałaChorzówCieszynCzęstochowaJaworznoLubliniecWodzisław Śląski | BukownoGorliceKętyKrakówNowy Sącz               | BukownoGorliceKętyKrakówNowy Sącz             | BukownoGorliceKętyKrakówNowy Sącz         |
|                                               | BędzinBielsko-BiałaChorzówCieszynCzęstochowaJaworznoLubliniecWodzisław Śląski | BędzinBielsko-BiałaChorzówCieszynCzęstochowaJaworznoLubliniecWodzisław Śląski | BukownoGorliceKętyKrakówNowy Sącz               | BukownoGorliceKętyKrakówNowy Sącz             | BukownoGorliceKętyKrakówNowy Sącz         |
| Lubliniec                                     | Wodzisław Śląski                                                              | Kęty                                                                          | Nowy Sącz                                       | Bukowno                                       | Gorlice                                   |
| Stadion Sparty                                | Stadion MOSiR                                                                 | Stadion Hejnału                                                               | Stadion XXV-lecia PRL                           | Stadion MOSiR                                 | Stadion OSiR                              |
| 50°39′23″N 18°40′29″E/50,656389 18,674722     | 49°59′54″N 18°27′25″E/49,998333 18,456944                                     | 49°52′53″N 19°12′20″E/49,881389 19,205556                                     | 49°37′12,19″N 20°42′17,08″E/49,620053 20,704744 | 50°15′45″N 19°28′26″E/50,262500 19,473889     | 49°39′19″N 21°09′58″E/49,655278 21,166111 |
| 1 mecz grupowy                                | 1 mecz grupowy                                                                | 2 mecze grupowe                                                               | 2 mecze grupowe                                 | 1 mecz grupowy                                | 2 mecze grupowe                           |
|                                               |                                                                               |                                                                               |                                                 |                                               |                                           |

## Kwalifikacje
Do eliminacji przystąpiło 30 młodzieżowych ekip. Kwalifikacje do nieoficjalnych Mistrzostw Europy U-18 w Polsce wyłoniły 14 finalistów.
| - Anglia - Austria - Belgia - Bułgaria - Czechosłowacja - Dania - Finlandia - Francja - Grecja - Hiszpania | - Holandia - Irlandia - Irlandia Północna - Islandia - Jugosławia - Liechtenstein - Luksemburg - Malta - NRD - Portugalia | - RFN - Rumunia - Szkocja - Szwajcaria - Szwecja - Turcja - Walia - Węgry - Włochy - ZSRR |

### Grupa 1
20 października 1977, Solna
| Szwecja | 1 – 0 | Węgry |

20 października 1977, Trelleborg
| Szwecja | 2 – 4 | Czechosłowacja |

30 października 1977, Balassagyarmat
| Węgry | 4 – 0 | Szwecja |

8 listopada 1977, Praga
| Czechosłowacja | 1 – 1 | Węgry |

22 marca 1978, Praga
| Czechosłowacja | 3 – 2 | Szwecja |

29 marca 1978, Salgótarján
| Węgry | 1 – 0 | Czechosłowacja |

| M | Reprezentacja  | L.m. | Zw. | Rem. | Por. | Bramki | R.br. | Pkt |
| 1 | Węgry          | 4    | 2   | 1    | 1    | 6:2    | +4    | 5   |
| 2 | Czechosłowacja | 4    | 2   | 1    | 1    | 8:6    | +2    | 5   |
| 3 | Szwecja        | 4    | 1   | 0    | 3    | 5:11   | -6    | 2   |

### Grupa 2
23 listopada 1977, Holbæk
| Dania | 0 – 2 | Szkocja |

7 grudnia 1977, Ayr
| Szkocja | 1 – 0 | Dania |

| M | Reprezentacja | L.m. | Zw. | Rem. | Por. | Bramki | R.br. | Pkt |
| 1 | Szkocja       | 2    | 2   | 0    | 0    | 3:0    | +3    | 4   |
| 2 | Dania         | 2    | 0   | 0    | 2    | 0:3    | -3    | 0   |

### Grupa 3
4 października 1977, Reykjavík
| Islandia | 1 – 1 | Walia |

3 listopada 1977, Bridgend
| Walia | 0 – 1 | Islandia |

| M | Reprezentacja | L.m. | Zw. | Rem. | Por. | Bramki | R.br. | Pkt |
| 1 | Islandia      | 2    | 1   | 1    | 0    | 2:1    | +1    | 3   |
| 2 | Walia         | 2    | 0   | 1    | 1    | 1:2    | -1    | 0   |

### Grupa 4
12 października 1977, Tampere
| Finlandia | 1 – 1 | Irlandia |

19 października 1977, Turku
| Finlandia | 1 – 1 | Holandia |

30 listopada 1977, Doetinchem
| Holandia | 3 – 1 | Irlandia |

22 lutego 1978, Dublin
| Irlandia | 0 – 0 | Holandia |

14 marca 1978, Ede
| Holandia | 3 – 1 | Finlandia |

17 marca 1978, Dublin
| Irlandia | 0 – 0 | Finlandia |

| M | Reprezentacja | L.m. | Zw. | Rem. | Por. | Bramki | R.br. | Pkt |
| 1 | Holandia      | 4    | 2   | 2    | 0    | 7:3    | +4    | 6   |
| 2 | Finlandia     | 4    | 0   | 3    | 1    | 4:6    | -2    | 1   |
| 3 | Irlandia      | 4    | 0   | 3    | 1    | 3:5    | -2    | 1   |

### Grupa 5
3 marca 1978, Beringen
| Belgia | 4 – 1 | Irlandia Północna |

22 marca 1978, Belfast
| Irlandia Północna | 1 – 5 | Belgia |

| M | Reprezentacja     | L.m. | Zw. | Rem. | Por. | Bramki | R.br. | Pkt |
| 1 | Belgia            | 2    | 2   | 0    | 0    | 9:2    | +7    | 4   |
| 2 | Irlandia Północna | 2    | 0   | 0    | 2    | 2:9    | -7    | 0   |

### Grupa 6
8 lutego 1978, Londyn
| Anglia | 3 – 1 | Francja |

1 marca 1978, Gagny
| Francja | 0 – 0 | Anglia |

| M | Reprezentacja | L.m. | Zw. | Rem. | Por. | Bramki | R.br. | Pkt |
| 1 | Anglia        | 2    | 1   | 1    | 0    | 3:1    | +2    | 3   |
| 2 | Francja       | 2    | 0   | 1    | 1    | 1:3    | -2    | 1   |

### Grupa 7
12 marca 1978, Vaduz
| Liechtenstein | 0 – 6 | Włochy |

22 marca 1978, Falconara
| Włochy | 7 – 1 | Liechtenstein |

| M | Reprezentacja | L.m. | Zw. | Rem. | Por. | Bramki | R.br. | Pkt |
| 1 | Włochy        | 2    | 2   | 0    | 0    | 13:1   | +12   | 4   |
| 2 | Liechtenstein | 2    | 0   | 0    | 2    | 1:13   | -12   | 0   |

### Grupa 8
15 listopada 1977, Esch-sur-Alzette
| Luksemburg | 1 – 4 | Portugalia |

4 stycznia 1978, Évora
| Portugalia | 2 – 0 | Luksemburg |

| M | Reprezentacja | L.m. | Zw. | Rem. | Por. | Bramki | R.br. | Pkt |
| 1 | Portugalia    | 2    | 2   | 0    | 0    | 6:1    | +5    | 4   |
| 2 | Luksemburg    | 2    | 0   | 0    | 2    | 1:6    | -5    | 0   |

### Grupa 9
7 grudnia 1977, Fryburg Bryzgowijski
| RFN | 2 – 0 | Szwajcaria |

15 marca 1978, Szafuza
| Szwajcaria | 0 – 2 | RFN |

| M | Reprezentacja | L.m. | Zw. | Rem. | Por. | Bramki | R.br. | Pkt |
| 1 | RFN           | 2    | 2   | 0    | 0    | 4:0    | +4    | 4   |
| 2 | Szwajcaria    | 2    | 0   | 0    | 2    | 0:4    | -4    | 0   |

### Grupa 10
4 marca 1978, Gżira
| Malta | 0 – 2 | Hiszpania |

5 kwietnia 1978, Madryt
| Hiszpania | 0 – 0 | Malta |

| M | Reprezentacja | L.m. | Zw. | Rem. | Por. | Bramki | R.br. | Pkt |
| 1 | Hiszpania     | 2    | 1   | 1    | 0    | 2:0    | +2    | 3   |
| 2 | Malta         | 2    | 0   | 1    | 1    | 0:2    | -2    | 1   |

### Grupa 11
27 marca 1978, Heraklion
| Grecja | 1 – 1 | NRD |

2 kwietnia 1978, Poczdam
| NRD | 1 – 1 (kar. 2 - 3) | Grecja |

| M | Reprezentacja | L.m. | Zw. | Rem. | Por. | Bramki | R.br. | Pkt |
| 1 | Grecja        | 2    | 1   | 1    | 0    | 2:2    | +0    | 2   |
| 2 | NRD           | 2    | 1   | 1    | 0    | 2:2    | -0    | 2   |

### Grupa 12
19 marca 1978, Sofia
| Bułgaria | 2 – 1 | Turcja |

1 kwietnia 1978, Izmir
| Turcja | 3 – 0 | Bułgaria |

| M | Reprezentacja | L.m. | Zw. | Rem. | Por. | Bramki | R.br. | Pkt |
| 1 | Turcja        | 2    | 1   | 0    | 1    | 4:2    | +2    | 2   |
| 2 | Bułgaria      | 2    | 1   | 0    | 1    | 2:4    | -2    | 2   |

### Grupa 13
19 marca 1978, Požarevac
| Jugosławia | 2 – 0 | Rumunia |

2 kwietnia 1978, Kilcea
| Rumunia | 0 – 2 | Jugosławia |

| M | Reprezentacja | L.m. | Zw. | Rem. | Por. | Bramki | R.br. | Pkt |
| 1 | Jugosławia    | 2    | 2   | 0    | 0    | 4:0    | +4    | 4   |
| 2 | Rumunia       | 2    | 0   | 0    | 2    | 0:4    | -4    | 0   |

### Grupa 14
30 października 1977, Garsten
| Austria | 0 – 2 | ZSRR |

29 marca 1978, Kiszyniów
| ZSRR | 0 – 0 | Austria |

| M | Reprezentacja | L.m. | Zw. | Rem. | Por. | Bramki | R.br. | Pkt |
| 1 | ZSRR          | 2    | 1   | 1    | 0    | 2:0    | +2    | 3   |
| 2 | Austria       | 2    | 0   | 1    | 1    | 0:2    | -2    | 1   |

## Faza grupowa

### Grupa A
| Zespół          | Pkt | M | W | R | P | Br+ | Br- | +/- |
| --------------- | --- | - | - | - | - | --- | --- | --- |
| Szkocja U-18    | 5   | 3 | 2 | 1 | 0 | 2   | 0   | +2  |
| Portugalia U-18 | 3   | 3 | 1 | 1 | 1 | 1   | 1   | 0   |
| RFN U-18        | 2   | 3 | 1 | 0 | 2 | 5   | 5   | 0   |
| Włochy U-18     | 2   | 3 | 0 | 2 | 1 | 3   | 5   | -2  |

| 5 maja 1978 | Włochy U-18 | 0:0 | Portugalia U-18 | Stadion Hejnału, Kęty |
|             |             |     |                 |                       |

| 5 maja 1978 | Szkocja U-18 | 1:0 | RFN U-18 | Stadion BKS Stal, Bielsko-Biała |
|             |              |     |          |                                 |

| 7 maja 1978 | Szkocja U-18 | 1:0 | Portugalia U-18 | Stadion KS Cieszyn, Cieszyn |
|             |              |     |                 |                             |

| 7 maja 1978 | RFN U-18 | 5:3 | Włochy U-18 | Stadion BKS Stal, Bielsko-Biała |
|             |          |     |             |                                 |

| 9 maja 1978 | Szkocja U-18 | 0:0 | Włochy U-18 | Stadion Hejnału, Kęty |
|             |              |     |             |                       |

| 9 maja 1978 | Portugalia U-18 | 1:0 | RFN U-18 | Stadion KS Cieszyn, Cieszyn |
|             |                 |     |          |                             |

### Grupa B
| Zespół        | Pkt | M | W | R | P | Br+ | Br- | +/- |
| ------------- | --- | - | - | - | - | --- | --- | --- |
| ZSRR U-18     | 6   | 3 | 3 | 0 | 0 | 10  | 0   | +10 |
| Holandia U-18 | 3   | 3 | 1 | 1 | 1 | 3   | 4   | -1  |
| Norwegia U-18 | 2   | 3 | 1 | 0 | 2 | 2   | 6   | -4  |
| Grecja U-18   | 1   | 3 | 0 | 1 | 2 | 3   | 8   | -5  |

| 5 maja 1978 | ZSRR U-18 | 4:0 | Grecja U-18 | Stadion Rakowa, Częstochowa |
|             |           |     |             |                             |

| 5 maja 1978 | Holandia U-19 | 1:0 | Norwegia U-19 | Stadion Rakowa, Częstochowa |
|             |               |     |               |                             |

| 7 maja 1978 | Holandia U-19 | 2:2 | Grecja U-18 | Stadion Rakowa, Częstochowa |
|             |               |     |             |                             |

| 7 maja 1978 | ZSRR U-18 | 4:0 | Norwegia U-19 | Stadion Sparty, Lubliniec |
|             |           |     |               |                           |

| 9 maja 1978 | ZSRR U-18 | 2:0 | Holandia U-19 | Stadion Rakowa, Częstochowa |
|             |           |     |               |                             |

| 9 maja 1978 | Norwegia U-19 | 2:1 | Grecja U-18 | Stadion Rakowa, Częstochowa |
|             |               |     |             |                             |

### Grupa C
| Zespół          | Pkt                                     | M                                       | W                                       | R                                       | P                                       | Br+                                     | Br-                                     | +/- |
| --------------- | --------------------------------------- | --------------------------------------- | --------------------------------------- | --------------------------------------- | --------------------------------------- | --------------------------------------- | --------------------------------------- | --- |
| Jugosławia U-18 | 3                                       | 2                                       | 1                                       | 1                                       | 0                                       | 4                                       | 1                                       | +3  |
| Węgry U-18      | 3                                       | 2                                       | 1                                       | 1                                       | 0                                       | 3                                       | 1                                       | +2  |
| Islandia U-18   | 0                                       | 2                                       | 0                                       | 0                                       | 2                                       | 2                                       | 7                                       | -5  |
| Belgia U-18     | Wycofanie z powodu zatrucia pokarmowego | Wycofanie z powodu zatrucia pokarmowego | Wycofanie z powodu zatrucia pokarmowego | Wycofanie z powodu zatrucia pokarmowego | Wycofanie z powodu zatrucia pokarmowego | Wycofanie z powodu zatrucia pokarmowego | Wycofanie z powodu zatrucia pokarmowego |     |

| 5 maja 1978 | Węgry U-18 | 3:1 | Islandia U-18 | Stadion OSiR, Gorlice |
|             |            |     |               |                       |

| 5 maja 1978 | Jugosławia U-18 | 2:1 | Belgia U-18 | Stadion XXV-lecia PRL, Nowy Sącz |
|             |                 |     |             |                                  |

| 7 maja 1978 | Węgry U-18 | 0:0 | Jugosławia U-18 | Stadion XXV-lecia PRL, Nowy Sącz |
|             |            |     |                 |                                  |

| 9 maja 1978 | Jugosławia U-18 | 4:1 | Islandia U-18 | Stadion OSiR, Gorlice |
|             |                 |     |               |                       |

Po tym, jak ich pierwszy mecz przeciwko Jugosławii został przerwany przy stanie 2:1, Belgia wycofała się z turnieju. Zespół cierpiał na zatrucie pokarmowe. Jego wyniki zostały unieważnione.

### Grupa D
| Zespół         | Pkt | M | W | R | P | Br+ | Br- | +/- |
| -------------- | --- | - | - | - | - | --- | --- | --- |
| Polska U-18    | 4   | 3 | 2 | 0 | 1 | 5   | 3   | +2  |
| Hiszpania U-18 | 3   | 3 | 1 | 1 | 1 | 3   | 3   | 0   |
| Anglia U-18    | 3   | 3 | 1 | 1 | 1 | 2   | 3   | -1  |
| Turcja U-18    | 2   | 3 | 0 | 2 | 1 | 3   | 4   | -1  |

| 5 maja 1978 | Anglia U-18 | 1:1 | Turcja U-18 | Stadion MOSiR, Wodzisław Śląski |
|             |             |     |             |                                 |

| 5 maja 1978 | Hiszpania U-18 | 2:1 | Polska U-18 | Stadion AKS, Chorzów |
|             |                |     |             |                      |

| 7 maja 1978 | Anglia U-18 | 1:0 | Hiszpania U-18 | Stadion MOSiR, Bukowno |
|             |             |     |                |                        |

| 7 maja 1978 | Polska U-18 | 2:1 | Turcja U-18 | Stadion Miejski, Będzin |
|             |             |     |             |                         |

| 9 maja 1978 | Polska U-18 | 2:0 | Anglia U-18 | Stadion AKS, Chorzów |
|             |             |     |             |                      |

| 9 maja 1978 | Hiszpania U-18 | 1:1 | Turcja U-18 | Stadion Miejski, Jaworzno |
|             |                |     |             |                           |

## Faza pucharowa
|  |                                        |            |            |                                  |   |       |       |       |
|  | Półfinały                              | Półfinały  | Półfinały  |                                  |   | Finał | Finał | Finał |
|  | Półfinały                              | Półfinały  | Półfinały  |                                  |   | Finał | Finał | Finał |
|  | 12 maja – Kraków (Stadion Suche Stawy) |            |            |                                  |   |       |       |       |
|  |                                        |            |            |                                  |   |       |       |       |
|  | Jugosławia                             | Jugosławia | 2 (4)      |                                  |   |       |       |       |
|  | Jugosławia                             | Jugosławia | 2 (4)      | 14 maja – Kraków (Stadion Wisły) |   |       |       |       |
|  | Szkocja                                | Szkocja    | 2 (2)      |                                  |   |       |       |       |
|  | Szkocja                                | Szkocja    | 2 (2)      |                                  |   | ZSRR  | ZSRR  | 3     |
|  | 12 maja – Kraków (Stadion Cracovii)    |            |            |                                  |   | ZSRR  | ZSRR  | 3     |
|  |                                        |            | Jugosławia | Jugosławia                       | 0 |       |       |       |
|  | ZSRR                                   | ZSRR       | Jugosławia | Jugosławia                       | 0 | 2     |       |       |
|  | ZSRR                                   | ZSRR       |            |                                  |   |       |       |       |
|  | Polska                                 | Polska     | 0          |                                  |   |       |       |       |
|  | Polska                                 | Polska     | 0          | Mecz o 3. miejsce                |   |       |       |       |
|  |                                        |            |            |                                  |   |       |       |       |
|  | 14 maja – Kraków (Stadion Wisły)       |            |            |                                  |   |       |       |       |
|  |                                        |            |            |                                  |   |       |       |       |
|  | Polska                                 | Polska     | 3          |                                  |   |       |       |       |
|  | Polska                                 | Polska     | 3          |                                  |   |       |       |       |
|  | Szkocja                                | Szkocja    | 1          |                                  |   |       |       |       |
|  | Szkocja                                | Szkocja    | 1          |                                  |   |       |       |       |

UWAGA: W nawiasach podane są wyniki po rzutach karnych.

## Półfinały
| 12 maja 1978 | Jugosławia U-18 | 2:2 p.d. k. 4:2 | Szkocja U-18 | Stadion Suche Stawy, Kraków |
|              |                 |                 |              |                             |

| 12 maja 1978 | ZSRR U-18 | 2:0 | Polska U-18 | Stadion Cracovii, Kraków |
|              |           |     |             |                          |

## Mecz o 3. miejsce
| 14 maja 1978 | Polska U-18 | 3:1 | Szkocja U-18 | Stadion Miejski, Kraków |
|              |             |     |              |                         |

## Finał
| 14 maja 1978 | ZSRR U-18 | 3:0 | Jugosławia U-18 | Stadion Miejski, Kraków |
|              |           |     |                 |                         |

## Składjuniorskich mistrzów Europy
Złote medale mistrzów otrzymali: Wiktor Czanow, Wiktar Januszewski, Aleksandr Gołownia, Aszot Chaczatrjan, Serhij Najdenko, İqor Ponomaryov, Wałerij Zubenko, Jarosław Dumanski (kapitan), Mychajło Ołefirenko, Ołeh Taran, Ihar Hurynowicz, Siergiej Stukaszow, Władimir Gałajba, Siergiej Owczinnikow, trener: Siergiej Korszunow, asystent trenera Boris Ignatjew.
Również w radzieckiej drużynie w turnieju finałowym grali, m.in. Giennadij Sałow i Giennadij Szugajew.
```
1978
```

## Kwalifikacje do Młodzieżowych Mistrzostw Świata
Sześć najlepszych drużyn zakwalifikowało się do Młodzieżowych Mistrzostw Świata w 1979 roku: czterech półfinalistów i najlepszy wicemistrz w grupie (na podstawie różnicy bramek). Z nieznanego powodu półfinaliści Szkoci nie wzięli udziału.      
- Węgry
- Polska
- Portugalia
- ZSRR
- Hiszpania
- Jugosławia